# Chris Curtis
Christopher Alan Curtis (Cincinnati, Ohio; Massachusetts, 15 de julio de 1987, a los 37 años de edad)) es un artista marcial mixto estadounidense que compite en la división de peso medio de Ultimate Fighting Championship. Al 20 de febrero de 2024, ocupa el puesto 14 en la clasificación de peso mediano de UFC. 

## Primeros años
Nació y creció en Cincinnati, Ohio. Tiene una hermana y un hermano. A pesar de sus aspiraciones de convertirse en abogado, abandonó la facultad de derecho en pos de una carrera en las artes marciales mixtas.

## Carrera en las artes marciales mixtas

### Inicios
Acumuló un récord de 18-5 en el circuito regional de Norteamérica, al tiempo que se hizo con los campeonatos de peso wélter en CES MMA, Z Promotions y Premier MMA Championship.

### Dana White's Tuesday Night Contender Series y primer retiro
Luego fue invitado a enfrentar a Sean Lally en el Dana White's Contender Series 9 el 12 de junio de 2018. Ganó el combate por KO en el tercer asalto, pero se retiró después de que no se le concedió un contrato de UFC.
Sin embargo, volvería a luchar por el vacante Campeonato de Peso Medio de Z Promotions contra Matt Dwyer el 21 de enero de 2019, ganando el combate por decisión mayoritaria.

### Professional Fighters League
El 1 de abril de 2019, se reveló que participaría en la temporada 2019 de la PFL en la división de peso wélter. Inicialmente estaba previsto que se enfrentara al Campeón de Peso Medio de la temporada 2018 de la PFL Louis Taylor en PFL 1 el 9 de mayo de 2019. Sin embargo, Taylor no pudo recibir el alta médica y tuvo que retirarse de la temporada, siendo posteriormente sustituido por André Fialho. Ganó el combate por KO en el tercer asalto.
En el segundo combate de la temporada regular, se enfrentó al Campeón de Peso Wélter de la temporada 2018 de la PFL, Magomed Magomedkerimov, en PFL 4 el 11 de julio de 2019. Perdió el combate por decisión unánime.

#### Playoffs, segundo y tercer retiro
En los cuartos de final se enfrentó a Magomedkerimov en una revancha en PFL 7 el 11 de octubre de 2019. De nuevo perdió el combate por decisión unánime, fue eliminado de la temporada y se retiró del deporte.
Sin embargo, después de su combate, Magomedkerimov cayó enfermo y Curtis puso fin a su retiro al sustituir a Magomedkerimov contra Ray Cooper III en un combate de semifinales. Perdió el combate por KO en el segundo asalto y se retiró de nuevo del deporte.

### Regreso del retiro y otras organizaciones
Sin embargo, regresaría rápidamente de su retiro para defender su título de Z Promotions en enero de 2020, derrotando a Darren Smith Jr. por TKO en el cuarto asalto.
El 14 de abril de 2020, se anunció que había salido del retiro y firmado un contrato de varios combates con ARES FC. Estaba programado para hacer su debut en la promoción contra Nassourdine Imavov en ARES FC 2 el 3 de abril de 2020. Sin embargo, el evento fue pospuesto debido a la pandemia de COVID-19 para tener lugar el 30 de octubre de 2020, antes de ser cancelado por completo.
Estaba programado para enfrentarse a Austin Vanderford el 5 de noviembre de 2020 en Bellator 251. Sin embargo, tuvo que retirarse del combate debido a un test de COVID positivo y fue sustituido por Vinicius de Jesus.
Se enfrentó a Kyle Stewart el 30 de enero de 2021 en XMMA 1. Ganó el combate por TKO en el tercer asalto.
Tras ganar los dos siguientes combates contra Juan Ramon Grano Medina en iKon Fighting Federation 6 por TKO en el primer asalto y contra Jarome Hatch en Fierce FC 15 por TKO en el tercer ssto, se enfrentó a Kenny Robertson el 30 de julio de 2021 en XMMA 2. Ganó el combate por decisión unánime.

### Ultimate Fighting Championship
Se esperaba brevemente que se enfrentara a Phil Hawes con un día de antelación en UFC on ESPN: Makhachev vs. Moisés el 9 de octubre de 2021, pero Hawes finalmente rechazó el combate. Sin embargo, el combate fue posteriormente reordenado para tener lugar en UFC 268 el 6 de noviembre de 2021. Ganó el combate por KO en el primer asalto.
Se enfrentó a Brendan Allen el 4 de diciembre de 2021 en UFC on ESPN: Font vs. Aldo. Ganó el combate por TKO en el segundo asalto. Esta victoria le valió el premio a la Actuación de la Noche.
Se esperaba que se enfrentara a Dricus Du Plessis el 9 de abril de 2022 en UFC 273. Sin embargo, se retiró del combate debido a una lesión en la muñeca y fue sustituido por Anthony Hernandez.
Se enfrentó a Rodolfo Vieira el 25 de junio de 2022 en UFC on ESPN: Tsarukyan vs. Gamrot. Ganó el combate por decisión unánime.
Se enfrentó a Jack Hermansson el 23 de julio de 2022 en UFC Fight Night: Blaydes vs. Aspinall. Perdió el combate por decisión unánime.
Se enfrentó a Joaquin Buckley el 10 de diciembre de 2022 en UFC 282. Ganó el combate por KO en el segundo asalto. Esta victoria le valió el premio a la Actuación de la Noche.

## Vida personal
Tiene un hijo, Kristopher, de una relación anterior.

## Campeonatos y logros
- Ultimate Fighting Championship
  - Pelea de la Noche (una vez) vs. Kelvin Gastelum
  - Actuación de la Noche (dos veces) vs. Brendan Allen y Joaquin Buckley[33][40]
- CES MMA
  - Campeonato de Peso Wélter de CES MMA (una vez; ex)
    - Dos defensas exitosas del título
- Z Promotions
  - Campeonato de Peso Eélter de Z Promotions (una vez; ex)
    - Una defensa exitosa del título

  - Campeonato de Peso Medio de Z Promotions (una vez; ex)
- Premier MMA Championship
  - Campeonato de Peso Wélter de la PMMAC (una vez; ex)
- MMAjunkie.com
  - Regreso de luchador del año 2021[41]

## Récord en artes marciales mixtas
| Récord profesional | Récord profesional | Récord profesional |
| 43 peleas          | 31 victorias       | 13 derrotas        |
| ------------------ | ------------------ | ------------------ |
| Nocaut             | 17                 | 1                  |
| Sumisión           | 1                  | 1                  |
| Decisión           | 13                 | 9                  |
| Sin resultado      | 1                  | 1                  |

| Resultado     | Récord    | Oponente                | Método                                       | Evento                                                | Fecha                    | Ronda | Tiempo | Localización                 | Notas                                                                         |
| ------------- | --------- | ----------------------- | -------------------------------------------- | ----------------------------------------------------- | ------------------------ | ----- | ------ | ---------------------------- | ----------------------------------------------------------------------------- |
| Derrota       | 31-11 (1) | Brendan Allen           | Decisión (dividida)                          | UFC Fight Night: Allen vs. Curtis 2                   | 6 de abril de 2024       | 5     | 5:00   | Las Vegas, Nevada            |                                                                               |
| Victoria      | 31-10 (1) | Marc-André Barriault    | Decisión (dividida)                          | UFC 297                                               | 20 de enero de 2024      | 3     | 5:00   | Toronto, Ontario             |                                                                               |
| Sin resultado | 30-10 (1) | Nassourdine Imavov      | Sin resultado (choque accidental de cabezas) | UFC 289                                               | 10 de junio de 2023      | 2     | 3:04   | Vancouver, British Columbia  | Un choque accidental de cabezas hizo que Curtis no pudiera continuar.         |
| Derrota       | 30-10     | Kelvin Gastelum         | Decisión (unánime)                           | UFC 287                                               | 8 de abril de 2023       | 3     | 5:00   | Miami Florida                | Pelea de la Noche.                                                            |
| Victoria      | 30-9      | Joaquin Buckley         | KO (Puñetazos)                               | UFC 282                                               | 10 de diciembre de 2022  | 2     | 2:49   | Las Vegas, Nevada            | Actuación de la noche                                                         |
| Derrota       | 29-9      | Jack Hermansson         | Decisión (unánime)                           | UFC Fight Night: Blaydes vs. Aspinall                 | 23 de julio de 2022      | 3     | 5:00   | Londres                      |                                                                               |
| Victoria      | 29-8      | Rodolfo Vieira          | Decisión (unánime)                           | UFC on ESPN: Tsarukyan vs. Gamrot                     | 25 de junio de 2022      | 3     | 5:00   | Las Vegas, Nevada            |                                                                               |
| Victoria      | 28-8      | Brendan Allen           | TKO (puñetazos y rodillazos)                 | UFC on ESPN: Font vs. Aldo                            | 4 de diciembre de 2021   | 2     | 1:58   | Las Vegas, Nevada            | Actuación de la Noche.                                                        |
| Victoria      | 27-8      | Phil Hawes              | KO (puñetazos)                               | UFC 268                                               | 6 de noviembre de 2021   | 1     | 4:27   | Nueva York                   | Regreso al peso medio.                                                        |
| Victoria      | 26-8      | Kenny Robertson         | Decisión (unánime)                           | XMMA 2: Saunders vs. Nijem                            | 30 de julio de 2021      | 3     | 5:00   | Greenville, Carolina del Sur | Combate de peso wélter                                                        |
| Victoria      | 25-8      | Jarome Hatch            | TKO (puñetazos)                              | Fierce FC 15                                          | 14 de mayo de 2021       | 3     | 1:30   | West Valley City, Utah       | Combate de peso semipesado.                                                   |
| Victoria      | 24-8      | Juan Ramon Grano Medina | TKO (puñetazos)                              | iKon Fighting Federation 6                            | 2 de abril de 2021       | 1     | 4:13   | Sinaloa                      |                                                                               |
| Victoria      | 23-8      | Kyle Stewart            | TKO (puñetazos)                              | XMMA 1: Vick vs. Fialho                               | 30 de enero de 2021      | 3     | 1:41   | West Palm Beach, Florida     | Regreso al peso medio.                                                        |
| Victoria      | 22-8      | Darren Smith Jr.        | TKO (parada de la esquina)                   | Z Promotions Fight Night 12                           | 25 de enero de 2020      | 4     | 5:00   | Lethbridge                   | Defendió el Campeonato de Peso Wélter de Z Promotions.                        |
| Derrota       | 21-8      | Ray Cooper III          | KO (puñetazo)                                | PFL 7                                                 | 11 de octubre de 2019    | 2     | 0:11   | Las Vegas, Nevada            | Combate de semifinal de peso wélter de la PFL 2019.                           |
| Derrota       | 21-7      | Magomed Magomedkerimov  | Decisión (unánime)                           | PFL 7                                                 | 11 de octubre de 2019    | 2     | 5:00   | Las Vegas, Nevada            | Combate de cuartos de final de peso wélter de la PFL 2019.                    |
| Derrota       | 21-6      | Magomed Magomedkerimov  | Decisión (unánime)                           | PFL 4                                                 | 11 de julio de 2019      | 3     | 5:00   | Atlantic City, Nueva Jersey  |                                                                               |
| Victoria      | 21-5      | André Fialho            | TKO (puñetazos)                              | PFL 1                                                 | 9 de mayo de 2019        | 3     | 4:17   | Uniondale, Nueva York        | Regreso al peso wélter.                                                       |
| Victoria      | 20-5      | Matt Dwyer              | Decisión (mayoritaria)                       | Z Promotions Fight Night 9                            | 25 de enero de 2019      | 5     | 5:00   | Lethbridge                   | Ganó el vacante Campeonato de Peso Medio de Z Promotions.                     |
| Victoria      | 19-5      | Sean Lally              | TKO (patada de gancho y puñetazos)           | Dana White's Contender Series 9                       | 12 de junio de 2018      | 3     | 1:37   | Las Vegas, Nevada            |                                                                               |
| Victoria      | 18-5      | Jason Norwood           | Decisión (unánime)                           | CES MMA 49                                            | 6 de abril de 2018       | 5     | 5:00   | Lincoln, Rhode Island        | Defendió el Campeonato de Peso Wélter de CES MMA.                             |
| Victoria      | 17-5      | Peter Grajcar           | Decisión (unánime)                           | Z Promotions Fight Night 5                            | 9 de septiembre de 2017  | 5     | 5:00   | Medicine Hat                 | Ganó el Campeonato de Peso Wélter de Z Promotions.                            |
| Victoria      | 16-5      | Portland Pringle III    | TKO (puñetazos)                              | Premier MMA Championship 3                            | 27 de mayo de 2017       | 4     | 4:22   | Covington, Kentucky          | Ganó el vacante Campeonato de Peso Wélter de la PMMAC.                        |
| Victoria      | 15-5      | Will Santiago Jr.       | TKO (rodillazos y puñetazos)                 | CES MMA 42                                            | 31 de marzo de 2017      | 2     | 1:08   | Lincoln, Rhode Island        | Defendió el Campeonato de Peso Wélter de CES MMA.                             |
| Victoria      | 14-5      | Leo Bercier             | Decisión (unánime)                           | Final Fight Championship 24                           | 3 de junio de 2016       | 3     | 5:00   | Daytona Beach, Florida       | Combate de peso acordado (190 libras).                                        |
| Derrota       | 13-5      | Nah-Shon Burrell        | Decisión (unánime)                           | CES MMA 34                                            | 1 de abril de 2016       | 5     | 5:00   | Mashantucket, Connecticut    | Burrell no alcanzó el peso, el combate fue cambiado a un combate sin título.  |
| Victoria      | 13-4      | Gil de Freitas          | TKO (sumisión a puñetazos)                   | CES MMA 32                                            | 8 de enero de 2016       | 1     | 3:13   | Lincoln, Rhode Island        | Ganó el vacante Campeonato de Peso Wélter de CES MMA. Regreso al peso wélter. |
| Victoria      | 12-4      | Amaechi Oselukwue       | Decisión (unánime)                           | Absolute Action MMA 44                                | 24 de octubre de 2015    | 3     | 5:00   | Highland Heights, Kentucky   | Combate de peso acordado (180 libras).                                        |
| Victoria      | 11-4      | Tyson Triplett          | TKO (sumisión a puñetazos)                   | Absolute Action MMA 42                                | 24 de abril de 2015      | 3     | 5:00   | Highland Heights, Kentucky   |                                                                               |
| Derrota       | 10-4      | Belal Muhammad          | Decisión (unánime)                           | Hoosier Fight Club 21                                 | 13 de septiembre de 2014 | 3     | 5:00   | Valparaíso, Indiana          | Combate de peso wélter.                                                       |
| Victoria      | 10-3      | Tiawan Howard           | Sumisión (barra de brazo)                    | Coveted Fighting Championship 3                       | 21 de junio de 2014      | 2     | 2:37   | Mentor, Ohio                 | Combate de peso acordado (180 libras).                                        |
| Victoria      | 9-3       | Rex Harris              | Decisión (dividida)                          | PA Cage Fight 18                                      | 24 de mayo de 2014       | 3     | 5:00   | Kingston, Pensilvania        |                                                                               |
| Victoria      | 8-3       | Ron Keslar              | Decisión (unánime)                           | MMA Xtreme: Fists Will Fly                            | 24 de agosto de 2013     | 3     | 5:00   | Evansville, Indiana          |                                                                               |
| Derrota       | 7-3       | Forrest Petz            | Decisión (unánime)                           | NAAFS: Fight Night in the Flats 9                     | 1 de junio de 2013       | 3     | 5:00   | Cleveland, Ohio              |                                                                               |
| Victoria      | 7-2       | Andrew Trace            | Decisión (unánime)                           | Turf Wars Extreme Fighting: Heavy Hitters             | 8 de octubre de 2011     | 3     | 5:00   | Florence, Kentucky           |                                                                               |
| Victoria      | 6-2       | Micah Bender            | TKO (puñetazos)                              | Rocktagon MMA: Elite Series 6                         | 30 de julio de 2011      | 2     | 0:22   | North Olmsted, Ohio          |                                                                               |
| Derrota       | 5-2       | Tom Gallichio           | Sumisión (estrangulamiento por detrás)       | Xtreme Caged Combat: Reckless Abandon                 | 20 de mayo de 2011       | 3     | 2:08   | Filadelfia, Pensilvania      |                                                                               |
| Victoria      | 5-1       | Erick Jordan            | TKO (patada en la cabeza y puñetazos)        | Spartan FC 6                                          | 10 de diciembre de 2010  | 2     | 2:21   | Ashland, Kentucky            |                                                                               |
| Victoria      | 4-1       | Rob Nickerson III       | KO (rodillazo)                               | Absolute Action MMA 6                                 | 16 de octubre de 2010    | 1     | 0:43   | Florence, Kentucky           |                                                                               |
| Victoria      | 3-1       | Kevin Powers            | TKO (puñetazos)                              | Universal Cage Combat: Lights, Camera, Maximum Action | 8 de octubre de 2010     | 1     | 1:33   | Lawrenceburg, Indiana        |                                                                               |
| Victoria      | 2-1       | Nah-Shon Burrell        | Decisión (unánime)                           | Xtreme Caged Combat: Hostile Intent                   | 1 de octubre de 2010     | 3     | 5:00   | Feasterville, Pensilvania    |                                                                               |
| Victoria      | 1-1       | Ian Rammel              | Decisión (unánime)                           | International Combat Events 46                        | 1 de mayo de 2010        | 3     | 5:00   | Forest Park, Ohio            |                                                                               |
| Derrota       | 0-1       | Brandon Pinkston        | Decisión (dividida)                          | RFL: Maximum Impact                                   | 27 de junio de 2009      | 3     | 5:00   | Hammond, Indiana             | Debut en el peso medio.                                                       |